# Honoré d'Urfé
Honoré d'Urfé (n. 11 februarie 1568, Marsilia, Franța – d. 1 iunie 1625, Villefranche-sur-Mer, Provence-Alpes-Côte d'Azur, Franța) a fost un scriitor francez din secolele al XVI-lea și al XVII-lea. S-a născut în Marsilia, dar a murit în Spania, în orașul Villafranca din regiunea Navarra. Este cunoscut în special pentru opera L'Astrée.